# McMafia
McMafia ist eine britisch-US-amerikanische Fernsehserie, die auf einem gleichnamigen Buch von Misha Glenny basiert und seit dem 1. Januar 2018 ausgestrahlt wird.
BBC hat eine zweite Staffel bestellt. Die Serie wird auf AMC in den USA ausgestrahlt, aber das Netzwerk hat noch keine Entscheidung über eine Verlängerung getroffen.

## Handlung
Alex Godman, der in England aufgewachsene Sohn russischer Mafia-Exilanten, hat sein Leben damit verbracht, dem Schatten der Vergangenheit seiner Familie zu entkommen, sein eigenes legales Geschäft aufzubauen und ein Leben mit seiner Freundin Rebecca zu schmieden – mit ihr will er ein ordentliches und ehrliches Leben führen. Hierfür hat er seine Mafia-Familie eigentlich hinter sich gelassen, doch durch einen von seiner Familie geplanten, fehlgeschlagenen Mord wird Alex wieder in die kriminelle Unterwelt und das global organisierte Verbrechen hineingezogen.

## Besetzung
Die Synchronisation der Serie wird bei der Splendid Synchron nach einem Dialogbuch und unter der Dialogregie von Ilya Welter erstellt.

### Hauptdarsteller
| Schauspieler        | Bild | Rolle                | Synchronsprecher        |
| ------------------- | ---- | -------------------- | ----------------------- |
| James Norton        |      | Alex Godman          | Louis Friedemann Thiele |
| David Strathairn    |      | Semiyon Kleiman      | Reinhard Kuhnert        |
| Juliet Rylance      |      | Rebecca Harper       | Betül Jülide Gülgec     |
| Merab Ninidze       |      | Vadim Kalyagin       | Merab Ninidze           |
| Aleksey Serebryakov |      | Dimitri Godman       | Gregor Höppner          |
| Marija Schukschina  |      | Oksana Godman        | Gosia Konieczna         |
| Faye Marsay         |      | Katya Godman         | Jana Kilka              |
| David Dencik        |      | Boris Godman         | Mark Zak                |
| Oshri Cohen         |      | Joseph               | Stefan Naas             |
| Sofia Lebedeva      |      | Lyudmilla Nikolayeva |                         |
| Caio Blat           |      | Antonio Mendez       |                         |
| Kirill Pirogow      |      | Ilja Fjodorow        | Robert Dölle            |
| Nawazuddin Siddiqui |      | Dilly Mahmood        |                         |
| Karel Roden         |      | Karel Benes          |                         |

### Nebenfiguren
| Schauspieler          | Rolle            | Synchronsprecher         |
| --------------------- | ---------------- | ------------------------ |
| Yuval Scharf          | Tanya            | Daniela Bette-Koch       |
| Anna Levanova         | Natasha          | Esther Brandt            |
| Clifford Samuel       | Femi             | Heiko Obermöller         |
| Masha Mashkova        | Masha            | Maya Bothe               |
| Kemi-Bo Jacobs        | Karin            | Ilya Welter              |
| Atul Kale             | Benny Chopra     | Volker Niederfahrenhorst |
| Evgeni Golan          | Marat            |                          |
| Eve Parmiter          | Jennifer         |                          |
| Tim Ahern             | Sydney Bloom     | Hans-Gerd Kilbinger      |
| Ellie Piercy          | Sandrine         |                          |
| Danila Koslowski      | Grigory Mishin   |                          |
| Alexander Djatschenko | Oleg             |                          |
| Fernando Cayo         | Guillermo Alegre |                          |

## Entstehungsgeschichte

Regisseur James Watkins während der Dreharbeiten (2017)

Die Serie basiert auf dem Roman McMafia: Seriously Organised Crime von Misha Glenny und wurde von BBC, AMC und Cuba Pictures ko-produziert. Regie führte James Watkins.
Die Dreharbeiten fanden in Kroatien und im Vereinigten Königreich statt. In Kroatien drehte man in Zagreb, Opatija, Split und auf der Insel Pag. In London fanden die Dreharbeiten Anfang 2017 statt. Anfang Juli 2017 wurden die Dreharbeiten beendet.
Im Dezember 2017 veröffentlichte Decca Records den Titelsong, der von Tom Hodge und Franz Kirmann geschrieben und vom London Contemporary Orchestra aufgenommen wurde, als Download. Auch das Stück He’s Home wurde zu dieser Zeit veröffentlicht.
Die acht Folgen umfassende erste Staffel wird seit 1. Januar 2018 ausgestrahlt. Der Soundtrack wurde von Tom Hodge und Franz Kirmann gestaltet und am 2. März 2018 von Decca Records veröffentlicht.

## Rezeption

### Kritik
„Die Stärken zieht die Serie aus der fundierten Recherche, die auf dem Sachbuch basiert, sowie dem guten Casting.“